# Тризуб (печера)
Тризуб — печера, геологічна пам'ятка природи. Розташована біля села Ягільниця Чортківського району Тернопільської області. Загальна довжина печери — 23 метри.

## Історія відкриття
Перше повідомлення про печеру з'явилось в газеті «Голос народу» 4 листопада 2016 року Володимиром Добрянським — археологом Чортківщини. Щоб зберегти давню топонімічну назву, автор відкриття вирішив назвати печеру Тризубом.
|  | Так, за свідченням мешканця цього села Михайла Степановича Скрипника, 1953 р. н., який є палким шанувальником історії рідного краю та природолюбом, він в дитинстві ще малим хлопчаком пас худобу в околиці Ягільниці, неодноразово, з дитячою цікавістю, залазив до цієї печери – іноді, в дощову зливу, ховався там з друзями від негоди. За свідченням пана Михайла, вхід до печери мав вузький лаз завдовжки 4-5 метри, який вів до округлого залу. По середині цього залу знаходився подовгастий округлий камінь, а по боках – від монолітної плити, у скелястій породі, були висічені лави. Далі, як згадує очевидець, від зали проходили кілька розгалужень вузьких ходів. |

Автор шукав печеру протягом двох років, закінчивши пошуки 17 липня 2015 року.

## Дослідження
Під час обстеження печери виявилось, що в ній містяться поклади піщанистих вапняків. Верхня частина входу була закрита шаром темно-коричневого ґрунту глибиною 80 см, до структури якого входять уламки вапняку. Глибше міститься сірий шар глини з вапняком. На глибині 1 метра знаходиться піщанистий вапняк. До структури останнього метра породи входить вапняк оолітовий, вік цих порід становить 100 млн років.
Ходи в печері мають трикутну форму і похилу стелю та дно. Обʼєм порожнини печери становить 12 м³, вона має вигляд колодязя, від її дна в чотири боки відходять ходи. Західний хід закінчується обвалом схилу, який раніше міг бути давнім кар'єром. Тут колись був горизонтальний вхід, який поступово осунувся і печера закрилася. Нині вхід в печеру знову відкритий завдяки провалу на перехресті карстових подовгастих западин. Вхід має діаметр 1 м і глибину 2,5 м.
Печера є цінною геологічною пам'яткою, у басейні річки Черкаської ще не досліджувались процеси карстування, в яких можуть формуватися печери.